# Joel Abelson
Joel Abelson (1983) è un allenatore di pallacanestro e dirigente sportivo statunitense.

## Carriera
Dopo aver lavorato come director of basketball operations nei Tulsa 66ers nella stagione 2007-08, dal 2008 al 2012 è stato assistente allenatore degli Idaho Stampede nella NBDL e nella stagione 2012-13 ha guidato i Sioux Falls Skyforce, sempre nella lega di sviluppo della NBA.
Dal 2013 è l'allenatore dei Reno Bighorns, franchigia NBDL affiliata ai Sacramento Kings Chiude la stagione con 27 vittorie e 23 sconfitte, portando la squadra al primo turno di play-off.
Dal 2014 è Director of Basketball Operations ai Westchester Knicks.